# Левидион
Леви́дион (греч. Λεβίδιον), также Леви́ди (Λεβίδι) — малый город в Греции, на Пелопоннесе, в Аркадии. Расположен у северо-восточного подножья гор Меналон (1980 м), к северу от города Триполис. Административно относится к общине Триполис в периферии Пелопоннес. Площадь 76,694 км². Население 1025 человек по переписи 2011 года.
Является узлом автомобильных дорог. Через Левидион проходит национальная дорога 74 Пиргос — Триполис. Левидион соединяется национальной дорогой 33 через Ламбию с городом Патры, а национальной дорогой 66 — с городом Немея.

## История
Здесь, в области древнего Орхомена на склоне горы стояло святилище Артемиды Гимнии (Чествуемой гимнами).
У деревни Палеопиргос расположены руины замка периода франкократии.
В ходе Греческой революции 14 апреля 1821 года здесь греки дали отпор превосходящему отряду турок, выступившему из Триполицы (Триполиса). При этом погиб командир Анагностис Стрифтоболас (род. 1778), племянник Теодороса Колокотрониса. Это была первая победа греков, которая привела к более масштабной победе в сражении при Валтеци 12 мая. Осада Триполицы завершилась взятием города 23 сентября. На площади Левидиона установлен памятник Анагностису Стрифтоболасу.
В 1912 году (ΦΕΚ 252Α) создано сообщество Левидион (Κοινότητα Λεβιδίου). В 1947 году (ΦΕΚ 157Α) создана община Левидион (Δήμος Λεβιδίου), укрупнённая в 1997 году по Плану «Каподистрия» (ΦΕΚ 244Α) и упразднённая по Программе «Калликратис» в 2010 году (ΦΕΚ 87Α).

## Население
| Год  | Население, человек |
| ---- | ------------------ |
| 1991 | 1162               |
| 2001 | 1082               |
| 2011 | ↘ 1025             |